# Максимович, Андрия
Андри́я Макси́мович (серб. Андрија Максимовић; родился 5 июня 2007, Нови-Пазар, Сербия) — сербский футболист, атакующий полузащитник клуба «РБ Лейпциг» и сборной Сербии.

## Клубная карьера
Воспитанник клуба «Црвена звезда», летом 2023 года Максимович начал играть за фарм-клуб «Графичар», выступавший в Первой лиге. Всего в сезоне 2023/24 Андрия провёл 24 матча за «Графичар» и забил 6 голов. 6 декабря 2023 года дебютировал за основную команду «Црвены звезды», выйдя на замену после перерыва в матче Кубка Сербии против клуба «Раднички Ниш». В возрасте 16 лет и 184 дня Максимович стал пятым самым молодым дебютантом в истории «Црвены звезды». 14 сентября 2024 года дебютировал в Суперлиге Сербии, заменив на 86-й минуте матча против «Напредака» Мирко Иванича. 23 сентября 2024 года Максимович впервые попал в стартовый состав «Црвены звезды» на матч «Вечного дерби» с «Партизаном» в рамках чемпионата Сербии. Андрия также отметился голевой передачей и помог победить своей команде со счётом 4:0.

## Карьера в сборной
Выступал за сборные Сербии до 15, до 16 и до 17 лет.

## Достижения
«Црвена звезда»
- Чемпион Сербии: 2024/25
- Обладатель Кубка Сербии: 2024/25